# ザック・マクマス
ザック・マクマス（Zac MacMath 、1991年8月7日 - ）は、アメリカ合衆国出身のプロサッカー選手。レアル・ソルトレイク所属。ポジションはGK。

## クラブ経歴
2011年のMLSスーパードラフトで、フィラデルフィア・ユニオンに1位指名(全体5位)された。2011年9月にプロデビュー。
2012年シーズンのMLSカップ・プレーオフ終了後、エヴァートンFCのトライアルに参加した。
2015年1月、コロラド・ラピッズにレンタルで加入。シーズン終了後、MLSスパードラフト指名権とのトレードでコロラド・ラピッズに完全移籍。
2018年12月9日、ニコラス・メスキダ＋10万ドルとのトレードでバンクーバー・ホワイトキャップスに移籍。
2019年12月17日、5万ドルの金銭トレードでレアル・ソルトレイクに移籍。

## 代表歴
2009年7月、アメリカ合衆国のユダヤ人代表としてテルアビブで開催されたマカビア競技大会に参加した。
2010年12月から2011年1月までフル代表のフロリダキャンプに参加した。
2011年3月、CONCACAF U-20選手権参加メンバーに選出された。